# Paul-Flora-Preis
Der Paul Flora Preis ist ein Kunstpreis, der 2002 anlässlich des 80. Geburtstags des Künstlers Paul Flora († 2009) gestiftet, und nach seinem Tod vom Land Tirol und der autonomen Provinz Südtirol als Preis zur Anerkennung hervorragender Leistungen in der zeitgenössischen bildenden Kunst nördlich und südlich des Brenners weitergeführt wurde.

## Zum Preis
Der Preis trägt den Namen des Jubilars Paul Flora und wurde bis 2005 nach seinem Vorschlag jährlich je zur Hälfte einer jungen Künstlerin oder einem jungen Künstler aus dem Bundesland Tirol und aus Südtirol verliehen. Nach Floras Tod (2009) griffen die Landesregierungen Tirols und Südtirols diese kurze Tradition gemeinsam wieder auf. Seit 2010 wird der Paul-Flora-Preis daher jährlich abwechselnd in Tirol und in Südtirol an Künstlerinnen und Künstler für hervorragende Leistungen in der zeitgenössischen Bildenden Kunst nördlich und südlich des Brenners verliehen. Der Preis ist mit 10.000 Euro dotiert. Die Nominierung erfolgt durch eine Jury, der neben je einer Fachperson der beiden Länder auch ein Mitglied der Familie Flora angehört; eine Bewerbung von Künstlern ist nicht möglich.

## Preisträger
- 2002 Peter Niedertscheider, Esther Stocker
- 2003 Walter Methlagl jr., Abdul Sharif Baruwa
- 2004 Andrea Holzinger, Philipp Messner
- 2005 Martina Steckholzer, Tomas Eller
- 2010 Siggi Hofer[2]
- 2011 Sonia Leimer[3]
- 2012 Markus Bacher[4]
- 2013 Johanna Tinzl und Stefan Flunger[5]
- 2014 Gabriela Oberkofler[6]
- 2015 Oliver Laric[7]
- 2016 Christoph Raitmayr[8]
- 2017 Annja Krautgasser[9]
- 2018 Ingrid Hora[10]
- 2019 Sven Sachsalber[11]
- 2020 Sarah Decristoforo[12]
- 2021 Maria Walcher[13]
- 2022 Esther Strauß[14]
- 2023 Sophia Mairer[15]
- 2024 Linda Jasmin Mayer[16]
- 2025 Margarethe Drexel[17]